# マイ・マザー・ライクス・ウーマン
『マイ・マザー・ライクス・ウーマン』（西: A mi madre le gustan las mujeres, 英: My Mother Likes Women）は、2002年製作のスペインの映画。
日本では、2003年7月21日に第12回東京国際レズビアン&ゲイ映画祭にて上映された。

## キャスト
- エルヴィラ：レオノール・ワトリング
- ソフィア：ロサ・マリア・サルダ